# KNI
KNI (Kalaallit Niuerfiat) er et aktieselskab, der ejes af Grønlands Selvstyre og forsyner hele Grønland med dagligvarer, forbrugsgoder og brændstof. Det består af de tre forretningsenheder Polaroil, Pilersuisoq, samt datterselskabet Neqi A/S
Hovedsædet ligger i Grønlands næststørste by, Sisimiut.
Den nuværende administrerende direktør Jeppe Jensen blev ansat i 2021. Bestyrelsesformanden er Inger Eriksen.
I bygderne og yderdistrikterne varetager KNI i samarbejde med andre selskaber og offentlige instanser drift af postvæsen,banker, heliports og udøvelser af havnemyndighed m.m. Da en række af opgaverne ikke vil lade sig løse under almindelige markedsmæssige betingelser, modtager selskabet betaling fra Grønlands Selvstyre til løsning af de samfundsmæssige opgaver i henhold til indgåede servicekontrakter.

## Historie
KNI's historie stammer helt tilbage til 1774, hvor Den Kongelige Grønlandske Handel (forkortet KGH) blev oprettet. I 1985 udskiltes Royal Greenland. Grønlands Hjemmestyre overtog selskabet fra 1986 og videreførte det under det nuværende navn, Kalaallit Niuerfiat. KNI blev i 1993 omdannet til flere selvstændige aktieselskaber, som f.eks. Royal Arctic Line og butikskæderne Pisiffik og Pilersuisoq.
I 1997 besluttede hjemmestyret at overføre lokal gods- og passagertransport, samt postvæsen til andre selskaber. I 2001 blev Pisiffik overtaget af private investorer og KNI overtog Pisiffiks butikker i byerne Nanortalik, Narsaq, Paamiut og Qasigiannguit. KNI driver herudover toldfrit salg i lufthavnen Kangerlussuaqq.